# Орловић (Приштина)
Орловић (алб. Orlloviq или Orlloviqi) је насељено место у граду Приштини, на Косову и Метохији. Према попису из 2024. у насељу је живело 879 становника.

## Становништво
Према попису из 2011. године, Орловић има следећи етнички састав становништва:
| Националност | 2011.          |
| Албанци      | 1.035 (100,0%) |
| Укупно       | 1.035          |

| Демографија | Демографија | Демографија |
| Година      | Становника  | Становника  |
| ----------- | ----------- | ----------- |
| 1948.       | 184         |             |
| 1953.       | 152         |             |
| 1961.       | 315         |             |
| 1971.       | 596         |             |
| 1981.       | 828         |             |
| 1991.       | 909         |             |
| 2011.       | 1.035       |             |